# ألكسندرا لامي
الكسندرا لامي (بالفرنسية: Alexandra Lamy)‏ هي ممثلة فرنسية، ولدت في 14 أكتوبر 1971 في فرنسا. بدأت مشوارها المهني سنة 1995.

## أعمال

### أفلام
- (2006) الولد المشاكس[7]
- (2009) ريكي[8]

## وصلات خارجية
- ألكسندرا لامي على موقع IMDb (الإنجليزية)
- ألكسندرا لامي على موقع قاعدة بيانات الأفلام العربية
- ألكسندرا لامي على موقع ألو سيني (الفرنسية)
- ألكسندرا لامي على موقع ميوزك برينز (الإنجليزية)
- ألكسندرا لامي على موقع أول موفي (الإنجليزية)
- ألكسندرا لامي على موقع ديسكوغز (الإنجليزية)
- ألكسندرا لامي على موقع قاعدة بيانات الفيلم (الإنجليزية)
- ألكسندرا لامي على موقع كينوبويسك (الروسية)